# Biederbach (Badenia-Wirtembergia)
Biederbach – miejscowość i gmina w Niemczech, w kraju związkowym Badenia-Wirtembergia, w rejencji Fryburg, w regionie Südlicher Oberrhein, w powiecie Emmendingen, wchodzi w skład związku gmin Elzach. Leży ok. 16 km na północny wschód od Emmendingen.